# Eilert Falch-Lund
Eilert Dietrichson Falch-Lund (* 27. Januar 1875 in Oslo; † 2. Februar 1960 ebenda) war ein norwegischer Segler.

## Erfolge
Eilert Falch-Lund, der für den Kongelig Norsk Seilforening und den Bergen Seilforening segelte, verpasste noch bei den Olympischen Spielen 1908 in London mit der Fram in der 8-Meter-Klasse als Vierter knapp einen Medaillengewinn. 1912 wurde er in Stockholm bei den Olympischen Spielen in der 12-Meter-Klasse dagegen Olympiasieger. Er war Crewmitglied der Magda IX, die in beiden Wettfahrten der Regatta den ersten Platz belegte und damit den Wettbewerb vor den einzigen beiden Konkurrenten gewann, dem schwedischen Boot Erna Signe von Skipper Nils Persson und dem finnischen Boot Heatherbell von Skipper Ernst Krogius. Zur Crew der Magda IX gehörten außerdem Alfred Larsen, der auch Eigner der Magda IX war, sowie Nils Bertelsen, Arnfinn Heje, Halfdan Hansen, Petter Larsen, Magnus Konow, Christian Staib und Carl Thaulow. Skipper und Konstrukteur der Yacht war Johan Anker.
Falch-Lund absolvierte das Osloer Handelsgymnasium und arbeitete in verschiedenen Firmen als Kaufmann. Für ein Jahr arbeitete er nach 1905 in England, ehe er, zurück in Norwegen, dann 1914 seine eigene Firma gründete.